# Nerussa
Die Nerussa (russisch Неру́сса) ist ein linker Nebenfluss der Desna in den russischen Oblasten Orjol und Brjansk.
Die Nerussa entspringt in der Oblast Orjol an der Westflanke der Mittelrussischen Platte.
Sie fließt in überwiegend westlicher Richtung. Dabei passiert sie die Kleinstadt Dmitrowsk und überquert die Grenze zur Oblast Brjansk.
Die Kleinstädte Lokot und Komaritschi liegen unweit des Flusslaufs.
Die Nerussa nimmt später ihren wichtigsten Nebenfluss, den Sew, von links auf. Sie setzt ihren Kurs nach Westen fort.
Im Unterlauf wendet sie sich schließlich nach Norden und trifft südlich der Stadt Trubtschewsk auf die nach Südwesten strömende Desna.
Die Nerussa hat eine Länge von 161 km. Sie entwässert ein Areal von 5630 km².
Sie wird hauptsächlich von der Schneeschmelze gespeist.
Der mittlere Abfluss 38 km oberhalb der Mündung beträgt 13,5 m³/s.
Zwischen Ende November und Mitte Januar gefriert der Fluss.
Ende März / Mitte April ist er wieder eisfrei.
Die Nerussa wurde zumindest in der Vergangenheit zum Flößen genutzt.